# Édifice

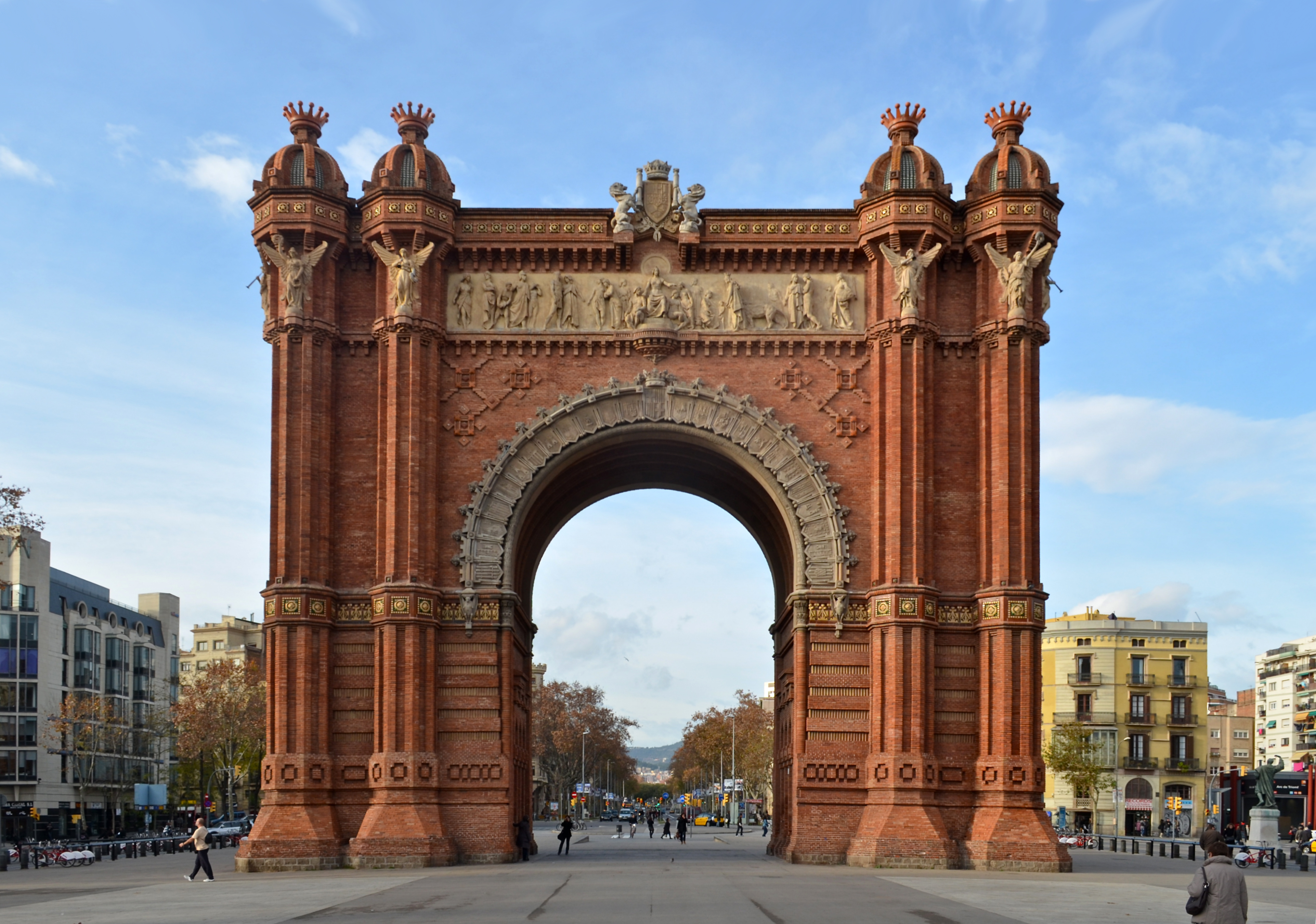
Exemple d'édifice d'apparat : l'arc de triomphe de Barcelone en Espagne

Un édifice est un ouvrage bâti en travaux d'art de la construction. Il est synonyme de bâtiment ou de monument. Le terme n'est pourtant souvent employé qu'en parlant des temples, des palais et autres grands bâtiments publics (1694-1832). On élève un édifice quand on construit un « bâtiment durable au-dessus du sol » -Dicobat, 2005.

« Le bâtiment, c'est tout ce qu'on bâtit; une cabane est un petit bâtiment; une caserne en peut être un grand. L'édifice suppose plus d'art, plus de grandeur, d'élévation, des matériaux plus solides. Un marché public qui n'a presque pas de hauteur, n'est qu'un grand bâtiment; l'église des Invalides est un édifice. Le monument est ce qui sert à instruire la postérité, ce qui reste comme une marque de la grandeur des peuples ou des hommes » -Littré, 1873.
 
Actuellement un édifice « peut désigner un bâtiment d'une certaine importance » -Dicobat, 2005.
Sont des édifices aussi bien : 
- des constructions utiles (un pont, une terrasse murée aménageant un terrain),
- que des constructions d'un ou plusieurs bâtiments organisés en ensemble d'espace habitable ou d'abri de marchandise qui sont des constructions jointives ou non ayant la même destination formant un ensemble architectural ou industriel,
- que des constructions d'apparat ou d'agrément  (un monument arc de triomphe, obélisque, château, hôtel de ville..., un décor de cinéma etc.)
- que des constructions à caractère religieux (églises, mosquées, temples)

L'art de construire est tenu par les métiers du bâtiment, qui forment dans leur ensemble un secteur économique où on utilise la mécanisation et l'habileté manuelle. 
L'art de concevoir des édifices s'appelle architecture aussi bien pour leur forme globale que pour l'aménagement intérieur en différentes salles. La science d'édification est nommée génie civil, tandis que celui de disposer les constructions à l'échelle de la ville pour les raccorder en agglomération aux réseaux (voies, eau, égouts, etc.) s'appelle urbanisme.